# Inscripción DNa

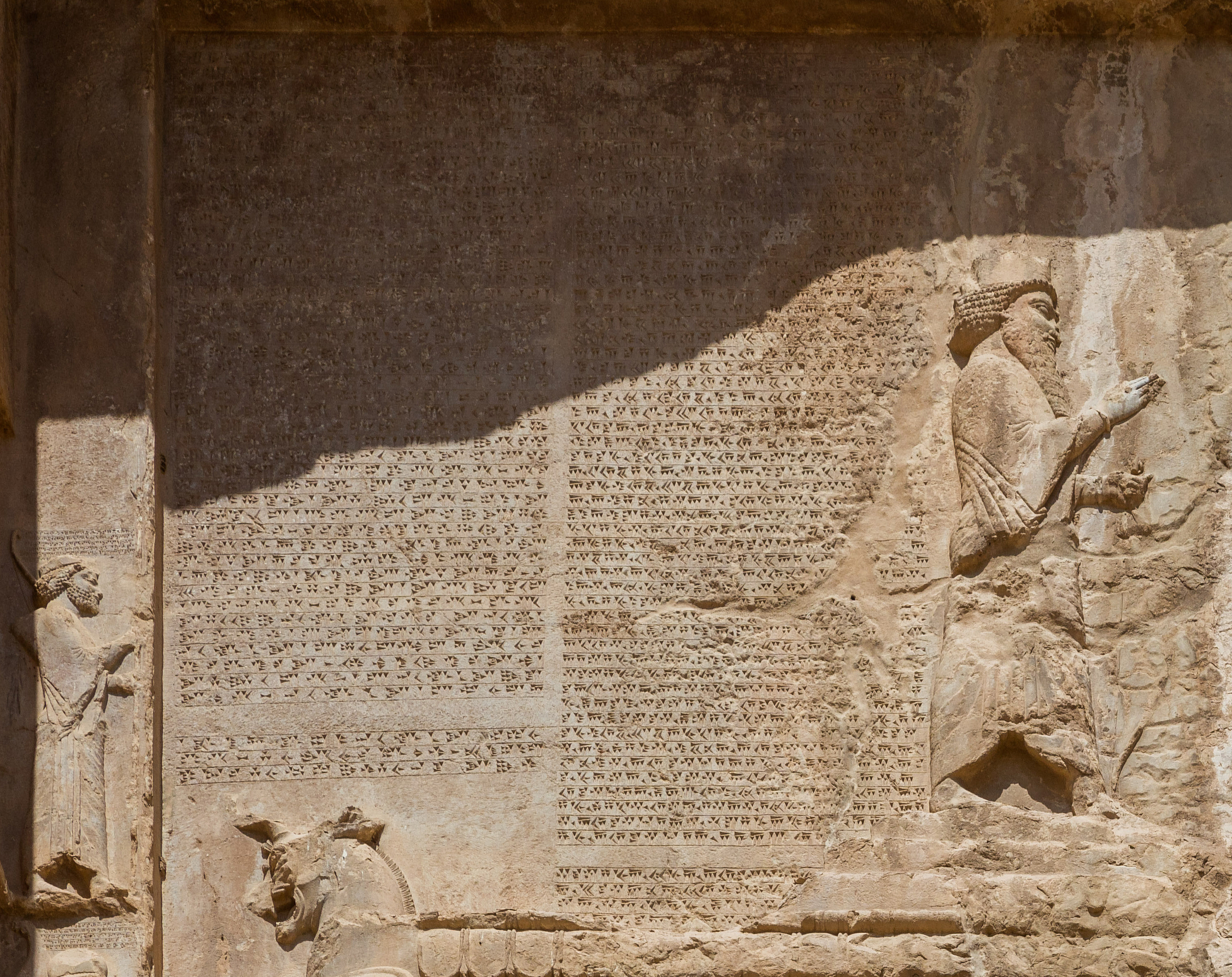
Una fotografía de la inscripción del DNa en Naqsh-e Rostam, 2018

La Inscripción DNa (acrónimo de Darius Naqsh-e Rostam inscription a) es una famosa inscripción de la época aqueménida situada en Naqsh-e Rostam, Irán. Data del año 490 a. C., la época de Darío I, y aparece en la esquina superior izquierda de la fachada de su tumba. Está realizada en la escritura cuneiforme del persa antiguo.

## Contenido
La inscripción menciona las conquistas de Darío I y sus diversos logros durante su vida. No se conoce su fecha exacta, pero se puede suponer que es de la última década de su reinado.
Al igual que otras inscripciones de Darío, se enumeran claramente los territorios controlados por el Imperio aqueménida.
Por lo demás, las nacionalidades mencionadas en la inscripción DNa se ilustran vívidamente a través de los grandes relieves escultóricos de los registros superiores de todas las tumbas, incluida la de Darío I, en Naqsh-e Rustam  Una de las mejor conservadas es la de Jerjes I.

## Escritura
La inscripción está escrita en persa antiguo cuneiforme, una forma casi alfabética y sencilla de las antiguas escrituras cuneiformes (36 caracteres fonéticos y 8 logogramas), que fue especialmente diseñada y utilizada por los primeros gobernantes aqueménidas del siglo VI a. C.
|      |   | k- | x- | g- | c- | ç- | j- | t- | θ- | d- | p- | f- | b- | n- | m- | y- | v- | r- | l- | s- | z- | š- | h- |
| -(a) | 𐎠 | 𐎣  | 𐎧  | 𐎥  | 𐎨  | 𐏂  | 𐎩  | 𐎫  | 𐎰  | 𐎭  | 𐎱  | 𐎳  | 𐎲  | 𐎴  | 𐎶  | 𐎹  | 𐎺  | 𐎼  | 𐎾  | 𐎿  | 𐏀  | 𐏁  | 𐏃  |
| -i   | 𐎡 | —  | 𐎧  | —  | 𐎨  | 𐏂  | 𐎪  | 𐎫  | 𐎰  | 𐎮  | 𐎱  | 𐎳  | 𐎲  | 𐎴  | 𐎷  | 𐎹  | 𐎻  | 𐎼  | 𐎾  | 𐎿  | 𐏀  | 𐏁  | 𐏃  |
| -u   | 𐎢 | 𐎤  | 𐎧  | 𐎦  | 𐎨  | 𐏂  | —  | 𐎬  | 𐎰  | 𐎯  | 𐎱  | 𐎳  | 𐎲  | 𐎵  | 𐎸  | 𐎹  | —  | 𐎽  | 𐎾  | 𐎿  | 𐏀  | 𐏁  | 𐏃  |

## Inscripción completa
La inscripción completas consta de dos partes, la primera relacionada con una descripción del linaje de Darío, así como una lista de los países bajo su dominio. La segunda parte es de carácter más religioso y está relacionada con el culto a Ahuramazda. En la tabla siguiente cada inscripción se ha separado en celdas para facilitar su seguimiento.

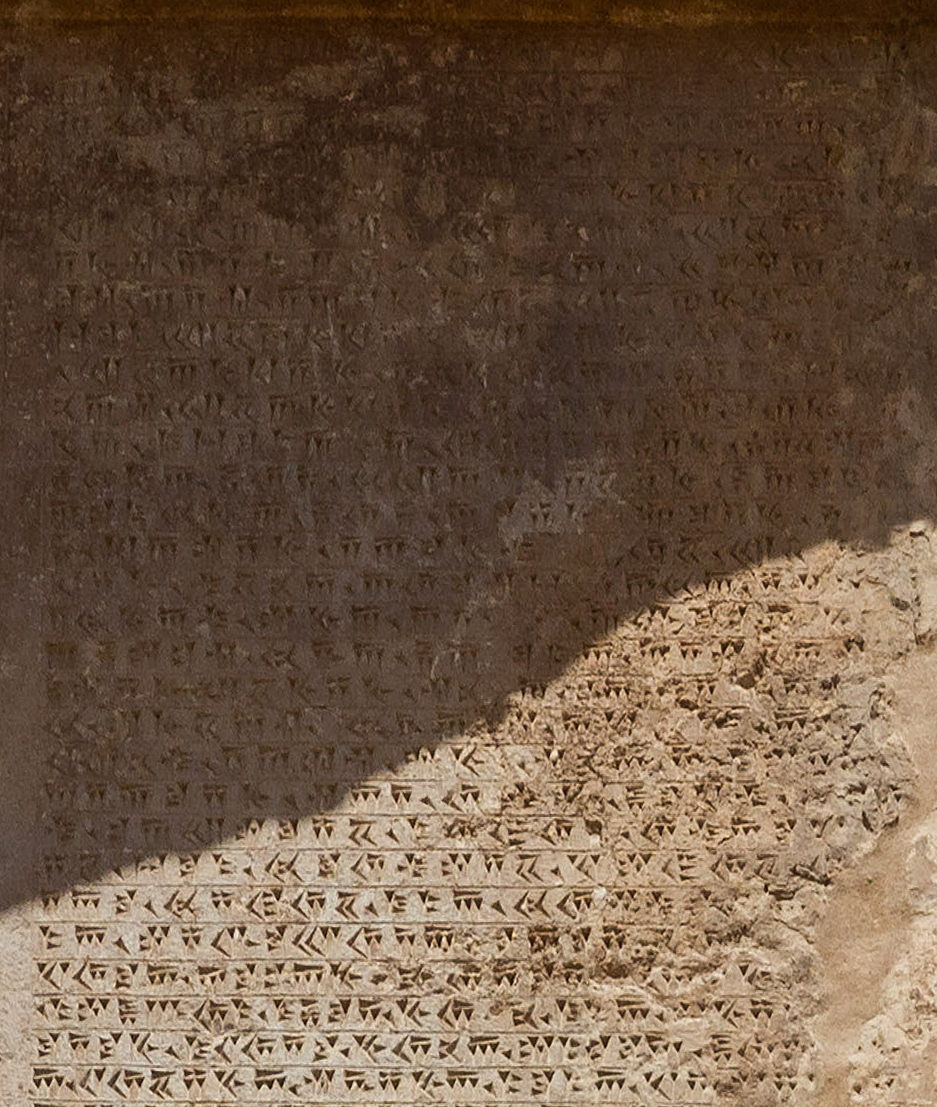
Parte I
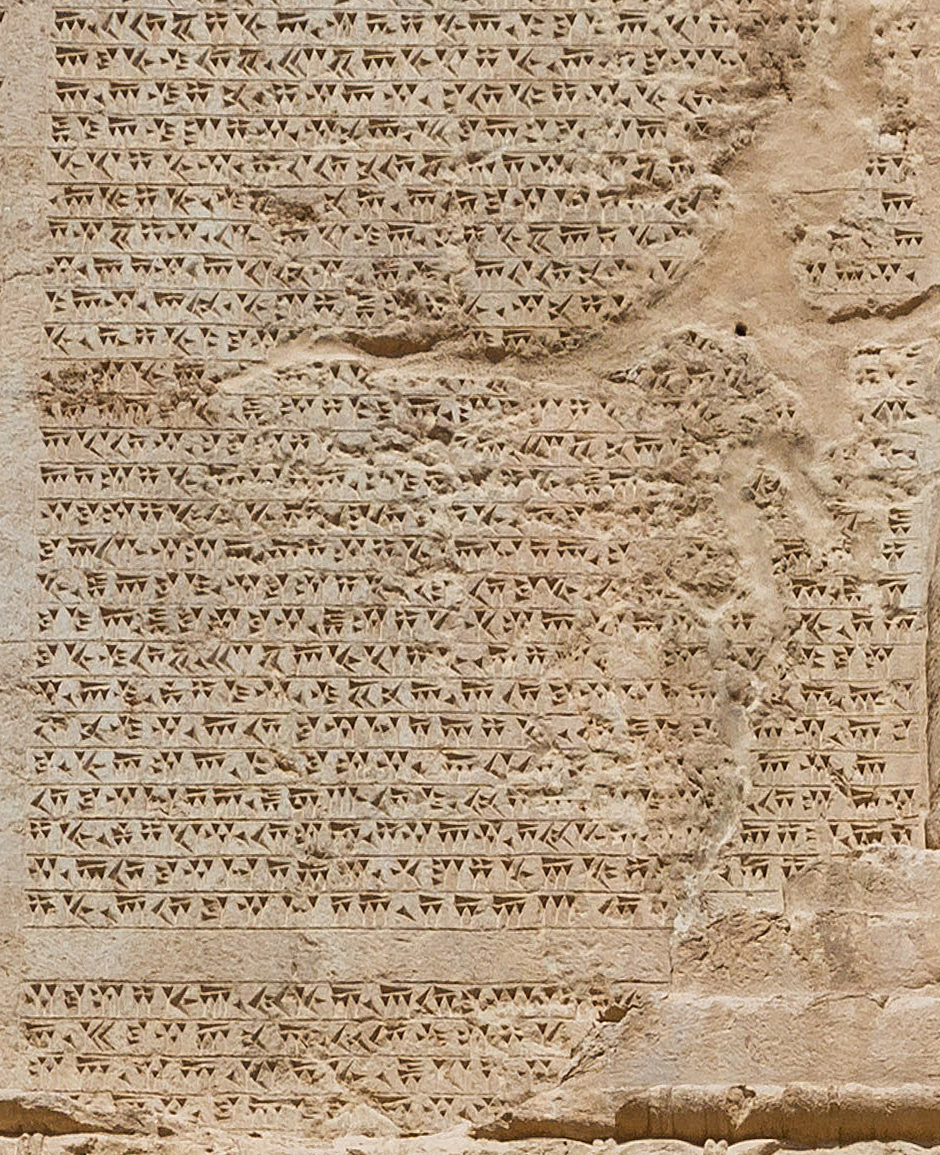
Parte II

| Traducción al español (Parte I) | Traducción al español (Parte I) |
| Transliteración | Original |
| --- | --- |
| (1) Un gran dios es Ahura Mazda, que creó esta tierra, que creó aquel cielo, que creó al hombre, que creó la felicidad para el hombre, que hizo a Darío rey, un rey de muchos, un señor de muchos. Soy Darío el Gran Rey, Rey de Reyes, Rey de países que contienen todo tipo de hombres, rey en esta gran Tierra lejana y ancha, hijo de Histaspes, un aqueménida, un persa, hijo de un persa, un ario, teniendo linaje ario.                                             | |
| 1. baga vazraka Auramazdā hya imām 2. būmim adā hya avam asmānam 3. adā hya martiyam adā hya 4. šiyātim adā martiyahyā 5. hya Dārayavaum xšāyaθiyam akunauš 6. aivam parūvnām xšāyaθiyam 7. aivam parūvnām framātāram 8. adam Dārayavauš xšāyaθiya vazraka 9. xšāyaθiya xšāyaθiyānām 10. xšāyaθiya dahyūnām vispazanānām 11. xšāyaθiya ahyāyā būmiyā 12. vazrakāyā dūraiy apiy Vištāspahyā 13. puça Haxāmanišiya Pārsa Pārsahyā 14. puça Ariya Ariya ciça                  | 1. 𐎲𐎥 𐏐 𐎺𐏀𐎼𐎣 𐏐 𐎠𐎢𐎼𐎶𐏀𐎭𐎠 𐏐 𐏃𐎹 𐏐 𐎡𐎶/𐎠𐎶 2. 𐏐 𐎲𐎢𐎷𐎡𐎶 𐏐 𐎠𐎭𐎠 𐏐 𐏃𐎹 𐏐 𐎠𐎺𐎶 𐏐 𐎠𐎿𐎶/𐎠𐎴𐎶 3. 𐏐 𐎠𐎭𐎠 𐏐 𐏃𐎹 𐏐 𐎶𐎼𐎫𐎡𐎹𐎶 𐏐 𐎠𐎭𐎠 𐏐 𐏃/𐎹 4. 𐏐 𐏁𐎡𐎹𐎠𐎫𐎡𐎶 𐏐 𐎠𐎭𐎠 𐏐 𐎶𐎼𐎫𐎡𐎹𐏃𐎹𐎠 5. 𐏐 𐏃𐎹 𐏐 𐎭𐎠𐎼𐎹𐎺𐎢𐎶 𐏐 𐎧𐏁𐎠𐎹𐎰𐎡𐎹𐎶 𐏐 𐎠𐎤/𐎢𐎴𐎢𐏁 6. 𐏐 𐎠𐎡𐎺𐎶 𐏐 𐎱𐎽𐎢𐎺𐎴𐎠𐎶 𐏐 𐎧𐏁𐎠𐎹𐎰/𐎡𐎹𐎶 7. 𐏐 𐎠𐎡𐎺𐎶 𐏐 𐎱𐎽𐎢𐎺𐎴𐎠𐎶 𐏐 𐎳𐎼𐎶𐎠𐎫𐎠/𐎼𐎶 8. 𐏐 𐎠𐎭𐎶 𐏐 𐎭𐎠𐎼𐎹𐎺𐎢𐏁 𐏐 𐎧𐏁𐎠𐎹𐎰𐎡𐎹 𐏐 𐎺/𐏀𐎼𐎣 9. 𐏐 𐎧𐏁𐎠𐎹𐎰𐎡𐎹 𐏐 𐎧𐏁𐎠𐎹𐎰𐎡𐎹𐎠𐎴𐎠𐎶 10. 𐏐 𐎧𐏁𐎠𐎹𐎰𐎡𐎹 𐏐 𐎭𐏃𐎹𐎢𐎴𐎠𐎶 𐏐 𐎻𐎡𐎿𐎱𐏀𐎴𐎠/𐎴𐎠𐎶 11. 𐏐 𐎧𐏁𐎠𐎹𐎰𐎡𐎹 𐏐 𐎠𐏃𐎹𐎠𐎹𐎠 𐏐 𐎲𐎢𐎷𐎡/𐎹𐎠 12. 𐏐 𐎺𐏀𐎼𐎣𐎠𐎹𐎠 𐏐 𐎯𐎢𐎼𐎡<𐎹 𐏐> 𐎠𐎱𐎡𐎹 𐏐 𐎻𐎡𐏁𐎫𐎠𐎿/𐎱𐏃𐎹𐎠 13. 𐏐 𐎱𐎢𐏂 𐏐 𐏃𐎧𐎠𐎶𐎴𐎡𐏁𐎡𐎹 𐏐 𐎱𐎠𐎼𐎿 𐏐 𐎱/𐎠𐎼𐎿𐏃𐎹𐎠 14. 𐏐 𐎱𐎢𐏂 𐏐 𐎠𐎼𐎡𐎹 𐏐 𐎠𐎼𐎡𐎹 𐏐 𐎨𐎡/𐏂 |
| (15) El rey Darío dice: Por el favor de Ahuramazda estos son los países que tomé fuera de Persia; goberné sobre ellos; me rindieron tributo; hicieron lo que les fue dicho por mí; mantuvieron mi ley firmemente; Media, Elam, Partia, Aria, | |
| 1. θātiy Dārayavauš xšāyaθiya 2. vašnā Auramazdāhā imā 3. dahyāva tyā adam agarbāyam 4. apataram hacā Pārsā adamšām : 5. patiyaxšayaiy manā bājim abaraha 6. tyašām hacāma aθahya ava akunava 7. dātam tya manā avadiš 8. adāraiya Māda Ūvja Parθava Haraiva | 1. 𐏐 𐎰𐎠𐎫𐎡𐎹 𐏐 𐎭𐎠𐎼𐎹𐎺𐎢𐏁 𐏐 𐎧𐏁[𐎠]𐎹/𐎰𐎡𐎹 2. 𐏐 𐎺𐏁𐎴𐎠 𐏐 𐎠𐎢𐎼𐎶𐏀𐎭𐎠𐏃𐎠 𐏐 𐎡𐎶[𐎠 𐏐] 3. 𐎭𐏃𐎹𐎠𐎺 𐏐 𐎫𐎹𐎠 𐏐 𐎠𐎭𐎶 𐏐 𐎠𐎥𐎼𐎲𐎠𐎹[𐎶 𐏐] 4. 𐎠𐎱𐎫𐎼𐎶 𐏐 𐏃𐎨𐎠 𐏐 𐎱𐎠𐎼𐎿𐎠 𐏐 𐎠𐎭𐎶𐏁𐎠[𐎶 𐏐] 5. 𐎱𐎫𐎡𐎹𐎧𐏁𐎹𐎡𐎹 𐏐 𐎶𐎴𐎠 𐏐 𐎲𐎠𐎪𐎡𐎶 𐏐 𐎠𐎲[𐎼]/𐏃 6. 𐏐 𐎫𐎹𐏁𐎠𐎶 𐏐 𐏃𐎨𐎠𐎶 𐏐 𐎠𐎰𐏃𐎹 𐏐 𐎠𐎺 𐏐 [𐎠]/𐎤𐎢𐎴𐎺 7. 𐏐 𐎭𐎠𐎫𐎶 𐏐 𐎫𐎹 𐏐 𐎶𐎴𐎠 𐏐 𐎠𐎺𐎮𐎡[𐏁 𐏐] 8. 𐎠𐎭𐎠𐎼𐎡𐎹 𐏐 𐎶𐎠𐎭 𐏐 𐎢𐎺𐎩 𐏐 𐎱𐎼𐎰𐎺 𐏐 𐏃𐎼[𐎡]/𐎺 |
| (23) Bactriana, Sogdia, Corasmia, (24) Drangiana, Aracosia, Satagidia, Gandāra [Gadāra], (25-26) India [Hiduš], los escitas que beben haoma, los escitas con gorros puntiagudos, Babiolonia, Asiria, (27) Arabia, Egipto, Armenia, (28) Capadocia, Lidia, los griegos (Yauna), los escitas del otro lado del mar [Sakâ], (Sakâ), (29) Tracia, los griegos con pétaso [Yaunâ], los libios, (30) los nubios, los hombres de Maka y los carios. - Inscripción DNa de Darío I. | |
| 1. Bāxtriš Suguda Uvārazmiš 2. Zraka Harauvatiš Θataguš Gadāra 3. Hiduš Sakā haumavargā Sakā 4. tigraxaudā Bābirauš Aθurā 5. Arabāya (Arabia) Mudrāya (Egypt) Armina (Armenia) 6. Katpatuka Sparda Yauna (Ionia) Sakā tyaiy paradraya 7. Skudra Yaunā takabarā Putāyā 8. Kūšiyā Maciyā Karkā. | 1. 𐏐 𐎲𐎠𐎧𐎫𐎼𐎡𐏁 𐏐 𐎿𐎢𐎦𐎢𐎭 𐏐 𐎢𐎺𐎠𐎼𐏀[𐎷]/𐎡𐏁 2. 𐏐 𐏀𐎼𐎣 𐏐 𐏃𐎼𐎢𐎺𐎫𐎡𐏁 𐏐 𐎰𐎫𐎦𐎢𐏁 𐏐 𐎥/𐎭𐎠𐎼 3. 𐏐 𐏃𐎡𐎯𐎢𐏁 𐏐 𐎿𐎣𐎠 𐏐 𐏃𐎢𐎶𐎺𐎼𐎥𐎠 𐏐 𐎿/𐎣𐎠 4. 𐏐 𐎫𐎡𐎥𐎼𐎧𐎢𐎭𐎠 𐏐 𐎲𐎠𐎲𐎡𐎽𐎢[𐏁 𐏐] 𐎠/𐎰𐎢𐎼𐎠 5. 𐏐 𐎠𐎼𐎲𐎠𐎹 𐏐 𐎸𐎢𐎭𐎼𐎠𐎹 𐏐 𐎠𐎼𐎷[𐎡𐎴] 6. 𐏐 𐎣𐎫𐎱𐎬𐎢𐎣 𐏐 𐎿𐎱𐎼𐎭 𐏐 𐎹𐎢𐎴 𐏐 𐎿𐎣𐎠 𐏐 𐎫𐎹𐎡[𐎹 𐏐 𐎱]/𐎼𐎭𐎼𐎹 7. 𐏐 𐎿𐎤𐎢𐎭𐎼 𐏐 𐎹𐎢𐎴𐎠 𐏐 𐎫𐎣𐎲𐎼𐎠 𐏐 𐎱𐎢𐎫[𐎠]𐎹/𐎠 8. 𐏐 𐎤𐎢𐏁𐎡𐎹𐎠 𐏐 𐎶𐎨𐎡𐎹𐎠 𐏐 𐎣𐎼𐎣𐎠 𐏐 |

| Traducción al español (Parte II) | Traducción al español (Parte II) |
| Transliteration | Original |
| --- | --- |
| (1) El rey Darío dice: Ahuramazda, cuando vio esta tierra conmocionada, me la concedió, me hizo rey; soy rey. Por el favor de Ahura Mazda la puse en su lugar; lo que les dije, eso hicieron, como era mi deseo. Si ahora pensáis que «¿Cuántos son los países que el rey Darío tenía en su poder?» mirad las esculturas [de los] que llevan el trono, entonces lo sabréis, entonces se os dará a conocer: la lanza de un hombre persa ha llegado lejos; entonces se os dará a conocer: un hombre persa ha librado la batalla lejos de Persia.                                   | |
| 1. θātiy Dārayavauš 2. xšāyaθiya Auramazdā yaθā 3. avaina : imām : būmim : yaudatim : 4. pasāvadim : manā : frābara : mām : xšāyaθiyam 5. akunauš adam xšāyaθiya 6. amiy vašnā Auramazdāhā adamšim 7. gāθavā niyašādayam tyašām 8. adam aθaham ava akunava yaθā mām 9. kāma āha yadipatiy maniyāhaiy tya 10. ciyakaram āha avā dahyāva 11. tyā Dārayavauš xšāyaθiya 12. adāraya patikarā dīdiy tyaiy gāθum 13. baratiy avadā xšnāsāhy : 14. adataiy azdā bavātiy Pārsahyā 15. martiyahyā dūraiy arštiš parāgmatā 16. adataiy azdā bavātiy 17. Pārsa martiya dūrayapiy hacā Pārsā | 1. (última pare de la línea) 𐎰𐎠𐎫𐎡𐎹 𐏐 𐎭 2. 𐎠𐎼𐎹𐎺𐎢𐏁𐏐 𐎧𐏁𐎠𐎹𐎰𐎡𐎹 𐏐 𐎠𐎢𐎼𐎶𐏀𐎭𐎠 [𐏐 𐎹]𐎰/𐎠 3. 𐏐 𐎠𐎺𐎡𐎴 𐏐 𐎡𐎶𐎠𐎶 𐏐 𐎲𐎢𐎷𐎡𐎶 𐏐 𐎹𐎢[𐎭𐎫𐎡𐎶 𐏐] 4. 𐎱𐎿𐎠𐎺𐎮𐎡𐎶 𐏐 𐎶𐎴𐎠 𐏐 𐎳𐎼𐎠𐎲𐎼 𐏐 𐎶𐎠𐎶 [𐏐 𐎧𐏁𐎠/𐎹𐎰𐎡𐎹𐎶 5. 𐏐 𐎠𐎤𐎢𐎴𐎢𐏁 𐏐 𐎠𐎭𐎶 𐏐 𐎧𐏁𐎠[𐎹𐎰]𐎡𐎹 6. 𐏐 𐎠𐎷𐎡𐎹 𐏐 𐎺𐏁𐎴𐎠 𐏐 𐎠𐎢𐎼𐎶𐏀𐎭𐎠𐏃[𐎠] 𐏐 𐎠/𐎭𐎶𐏁𐎡𐎶 7. 𐏐 𐎥𐎠𐎰𐎺𐎠 𐏐 𐎴𐎡𐎹𐏁𐎠𐎭𐎹𐎶 [𐏐 𐎫𐎹]𐏁𐎠/𐎶 8. 𐏐 𐎠𐎭𐎶 𐏐 𐎠𐎰𐏃𐎶 𐏐 𐎠𐎺 𐏐 𐎠𐎤𐎢𐎴𐎺 𐏐 𐎹[𐎰𐎠 𐏐] 𐎶𐎠𐎶 𐏐 9. 𐎣𐎠𐎶 𐏐 𐎠𐏃 𐏐 𐎹𐎮𐎡𐎱𐎫𐎡𐎹 𐏐 𐎶𐎴𐎡𐎹[𐎠𐏃𐎡𐎹 𐏐 𐎫]/𐎹 10. 𐏐 𐎨𐎡𐎹𐎣𐎼𐎶 𐏐 [𐎠𐏃 𐏐 𐎠]𐎺𐎠 𐏐 𐎭𐏃𐎹𐎠𐎺 11. 𐏐 𐎫𐎹𐎠 𐏐 𐎭𐎠𐎼𐎹[𐎺]𐎢𐏁 𐏐 𐎧𐏁𐎠𐎹[𐎰]𐎡𐎹 12. 𐏐 𐎠𐎭𐎠𐎼𐎹 𐏐 𐎱𐎫𐎡𐎣𐎼𐎠 𐏐 𐎮𐎡𐎮𐎡𐎹 𐏐 𐎫𐎹𐎡[𐎹] 𐏐 𐎥/𐎠𐎰𐎢𐎶 13. 𐏐 𐎲𐎼𐎫𐎡𐎹 𐏐 𐎠[𐎺]𐎭𐎠 𐏐 𐎧𐏁𐎴𐎠𐎿𐎠𐏃𐎹 𐏐 14. 𐎠𐎭𐎫𐎡𐎹 𐏐 𐎠𐏀𐎭𐎠 𐏐 𐎲𐎺𐎠[𐎫]𐎡𐎹 𐏐 𐎱𐎠𐎼[𐎿]𐏃[𐎹𐎠 𐏐] 15. 𐎶𐎼𐎫𐎡𐎹𐏃𐎹𐎠 𐏐 𐎯𐎢𐎼𐎡𐎹 𐏐 𐎠𐎼𐏁𐎫[𐎡]𐏁 𐏐 𐎱/𐎼𐎠𐎥𐎶𐎫𐎠 16. 𐏐 𐎠𐎭𐎫𐎡𐎹 𐏐 𐎠𐏀𐎭𐎠 𐏐 𐎲𐎺𐎠𐎫𐎡/𐎹 17. 𐏐 𐎱𐎠𐎼𐎿 𐏐 𐎶𐎼𐎫𐎡𐎹 𐏐 𐎯𐎢𐎼𐎹𐎱𐎡𐎹 [𐏐 𐏃𐎨]𐎠 𐏐 𐎱𐎠/𐎼𐎿𐎠 |
| (18) El rey Darío dice: Esto que se ha hecho, todo lo que por voluntad de Ahura Mazda hice. Ahura Mazda me ayudó hasta que hice la obra. Que Ahura Mazda me proteja de todo mal, y a mi casa real, y a esta tierra: ¡esto le pido a Ahura Mazda, que Ahura Mazda me lo conceda! Oh hombre, lo que es el mandato de Ahuramazda, que esto no te parezca repugnante; no dejes el camino correcto; ǃno te levantes en rebeldía. - Inscripción DNa de Darío I. | |
| 1. partaram patiyajatā θātiy Dārayavauš 2. xšāyaθiya aita tya kartam 3. ava visam vašnā Auramazdāhā akunavam 4. Auramazdāmaiy upastām abara 5. yātā kartam akunavam mām Auramazdā 6. pātuv hacā gastā utāmaiy 7. viθam utā imām dahyāum aita adam 8. Auramazdām jadiyāmiy aitamaiya 9. Auramazdā dadātuv 10. martiyā hyā Auramazdāhā 11. framānā hauvtaiy gastā 12. mā θadaya paθim 13. tyām rāstām mā 14. avarada mā stabava | 1. 𐏐 𐎱𐎼𐎫𐎼𐎶 𐏐 𐎱𐎫𐎡𐎹𐎩𐎫𐎠 𐏐 𐎰𐎠𐎫𐎡𐎹 𐏐 𐎭𐎠/𐎼𐎹𐎺𐎢𐏁 2. 𐏐 𐎧𐏁𐎠𐎹𐎰𐎡𐎹 𐏐 𐎠𐎡𐎫 𐏐 𐎫[𐎹 𐏐] 𐎣𐎼𐎫/𐎶 3. 𐏐 𐎠𐎺 𐏐 𐎻𐎡𐎿𐎶 𐏐 𐎺𐏁𐎴𐎠 𐏐 𐎠𐎢𐎼𐎶𐏀𐎭𐎠𐏃𐎠 𐏐 𐎠𐎤/𐎢𐎴𐎺𐎶 4. 𐏐 𐎠𐎢𐎼𐎶𐏀𐎭𐎠<𐎶>𐎡𐎹 𐏐 𐎢𐎱𐎿𐎫𐎠𐎶 𐏐 𐎠𐎲/𐎼 5. 𐏐 𐎹𐎠𐎫𐎠 𐏐 𐎣𐎼𐎫𐎶 𐏐 𐎠𐎤𐎢𐎴[𐎺𐎶 𐏐 𐎶𐎠]𐎶 𐏐 𐎠/𐎢𐎼𐎶𐏀𐎭𐎠 6. 𐏐 𐎱𐎠𐎬𐎢𐎺 𐏐 𐏃𐎨𐎠 𐏐 𐎥[𐎿𐎫𐎠] 𐏐 𐎢𐎫𐎠𐎶/𐎡𐎹 7. 𐏐 𐎻𐎡𐎰𐎶 𐏐 𐎢𐎫𐎠 𐏐 𐎡𐎶𐎠𐎶 𐏐 𐎭𐏃𐎹𐎠𐎢𐎶 𐏐 𐎠𐎡𐎫 𐏐 𐎠𐎭/𐎶 8. 𐏐 𐎠𐎢𐎼𐎶𐏀𐎭𐎠𐎶 𐏐 𐎩𐎮𐎡𐎹𐎠𐎷𐎡𐎹 𐏐 𐎠𐎡𐎫𐎶/𐎡𐎹 9. 𐏐 𐎠𐎢𐎼𐎶𐏀𐎭𐎠 𐏐 𐎭𐎭𐎠𐎬𐎢𐎺 𐏐 10. 𐎶𐎼𐎫𐎡𐎹𐎠 𐏐 𐏃𐎹𐎠 𐏐 𐎠𐎢𐎼𐎶𐏀𐎭𐎠𐏃/𐎠 11. 𐏐 𐎳𐎼𐎶𐎠𐎴𐎠 𐏐 𐏃𐎢𐎺𐎫𐎡𐎹 𐏐 𐎥𐎿/𐎫𐎠 12. 𐏐 𐎶𐎠 𐏐 𐎰𐎭𐎹 𐏐 𐎱𐎰𐎡𐎶 𐏐 13. 𐎫𐎹𐎠𐎶 𐏐 𐎼𐎠𐎿𐎫𐎠𐎶 𐏐 𐎶𐎠 14. 𐏐 𐎠𐎺𐎼𐎭 𐏐 𐎶𐎠 𐏐 𐎿𐎫𐎲𐎺. |

## Nombres específicos de países
La inscripción DNa registra los distintos territorios bajo el dominio de Darío I.

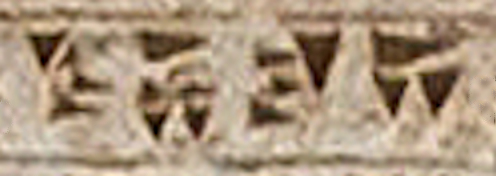
El nombre de Lidia: Sparda (𐎿𐎱𐎼𐎭).
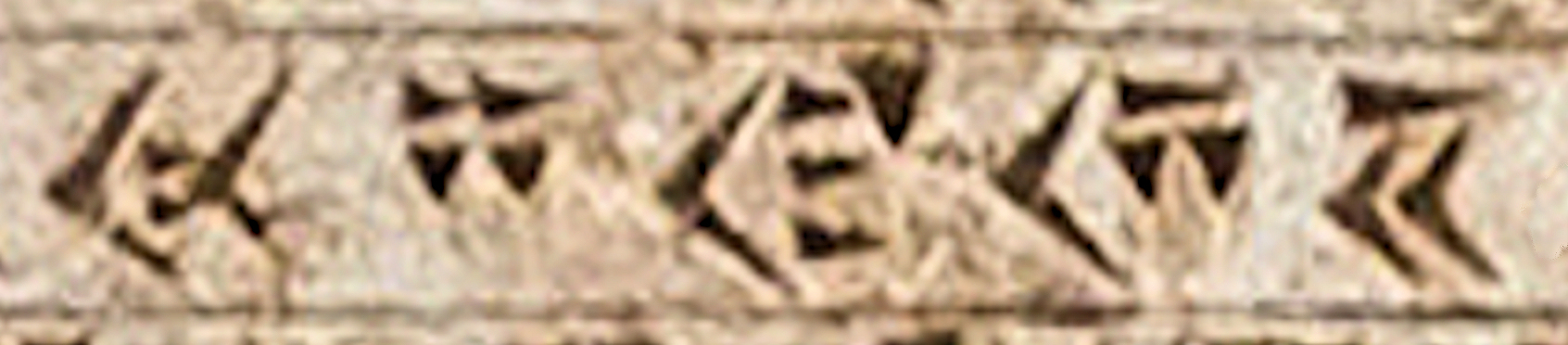
El nombre de India: Hidūš (𐏃𐎡𐎯𐎢𐏁 en persa antiguo cuneiforme) en la inscripción DNa.
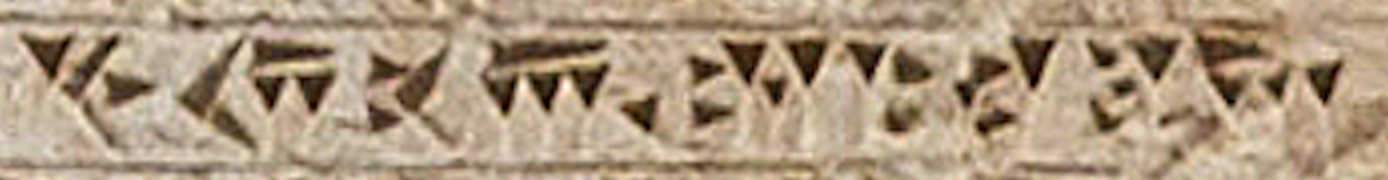
El presunto nombre de los antiguos macedonios: 𐎹𐎢𐎴𐎠𐏐𐎫𐎣𐎲𐎼𐎠, Yaunā takabarā, «jonios con sombreros de escudo», refiriéndose al pétaso o causia.
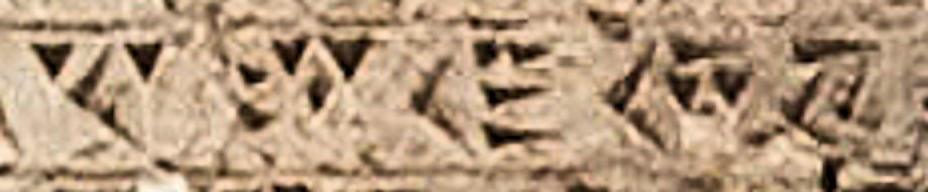
El nombre de Satagidia (𐎰𐎫𐎦𐎢𐏁, Thataguš) en la inscripción DNa.
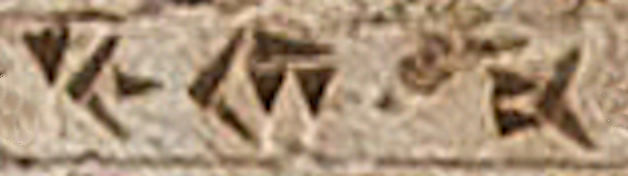
El nombre de los griegos jónicos Yauna (𐎹𐎢𐎴)
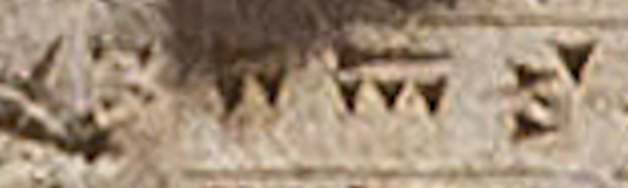
El nombre de Gadāra (𐎥𐎭𐎠𐎼 en persa antiguo cuneiforme) en la inscripción DNa.
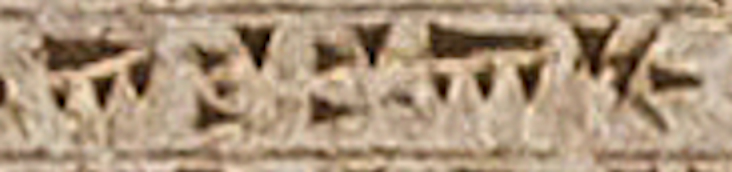
El nombre de  Arabia: Arabāya (𐎠𐎼𐎲𐎠𐎹)
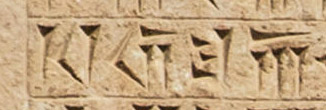
El nombre de Asiria: Ā/thūrā (𐎠/𐎰𐎢𐎼𐎠)

## Referencias

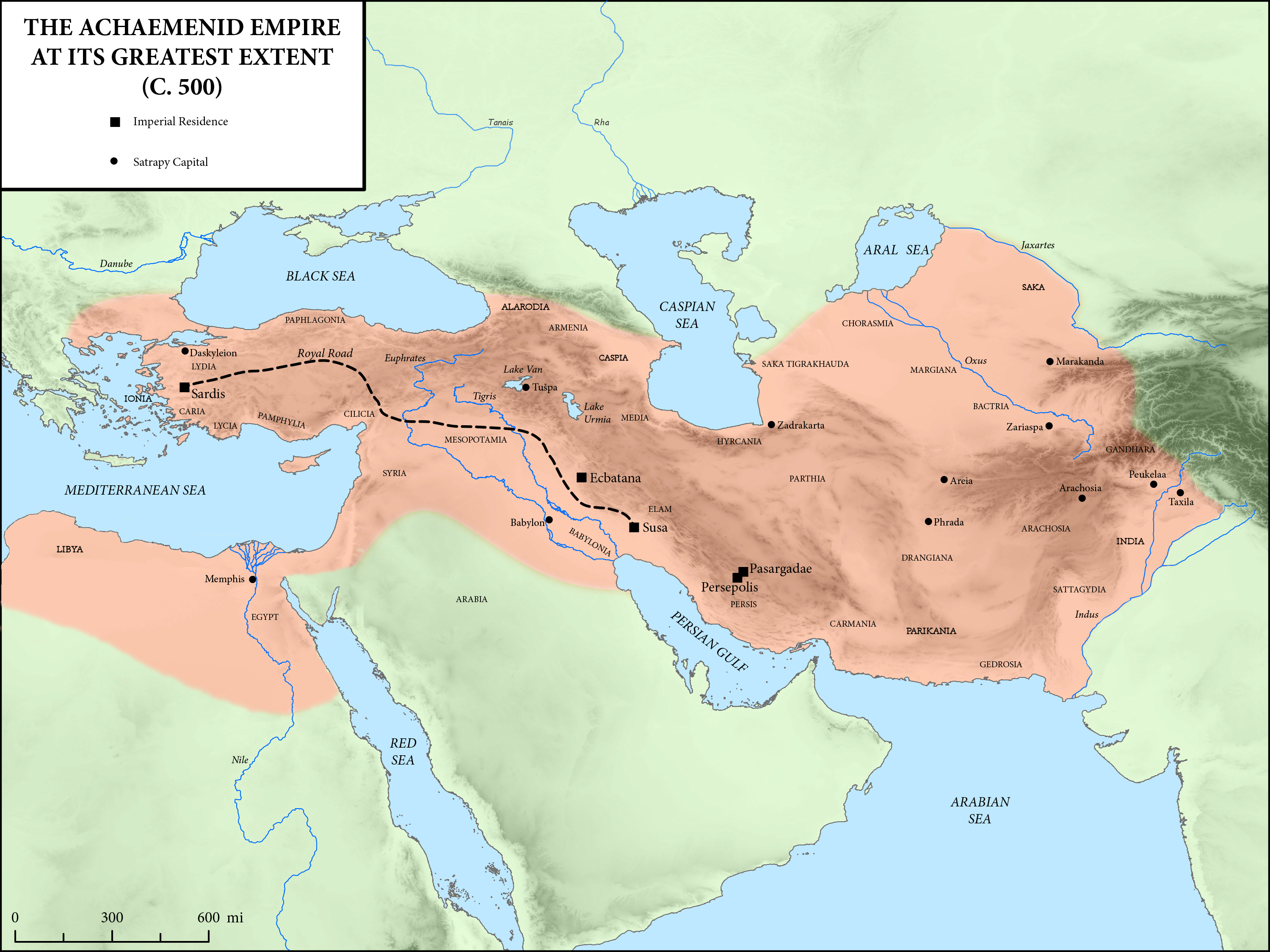
El Imperio persa aqueménida en su mayor extensión, c. 500 a. C.

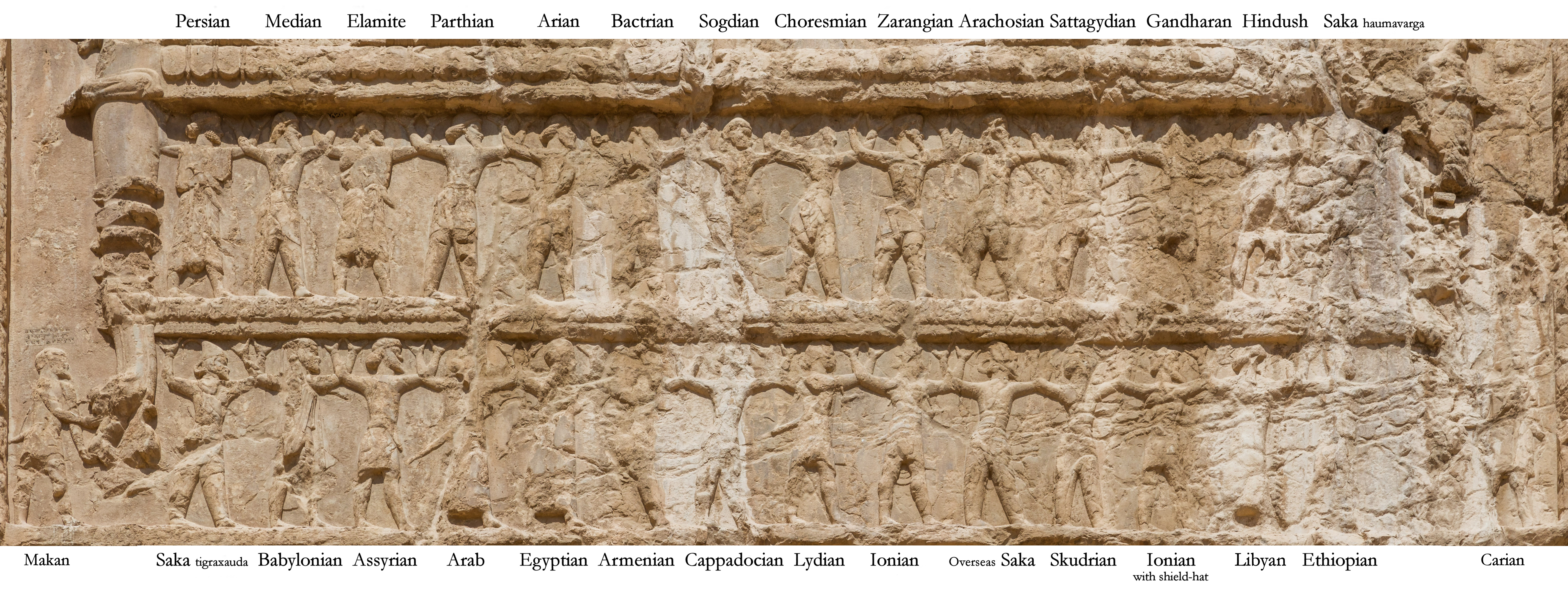
Las nacionalidades mencionadas en la inscripción DNa también están representadas en el registro superior de la tumba de Darío I, como en todas las tumbas dinásticas de Naqsh-e Rostam y Persépolis.